# Opsilia molybdaena
Opsilia molybdaena är en skalbaggsart som först beskrevs av Johan Wilhelm Dalman 1817.  Opsilia molybdaena ingår i släktet Opsilia och familjen långhorningar.
Artens utbredningsområde är:
- Frankrike.
- Iran.
- Portugal.
- Ukraina.

Inga underarter finns listade i Catalogue of Life.